# Comuna Gugești, Vrancea
Gugești este o comună în județul Vrancea, Muntenia, România, formată din satele Gugești (reședința) și Oreavu.

## Așezare
Comuna se află în zona de sud-est a județului, pe malurile râului Râmna, la vărsarea pârâului Oreavu în acesta. Este deservită de două șosele județene, DJ205B și DJ204F, care o leagă ambele de Dumbrăveni (unde se termină în DN2). Prin comună trece calea ferată Buzău-Mărășești, pe care comuna este deservită de stația Gugești.

## Demografie
Componența etnică a comunei Gugești
     Români (95,14%)
     Alte etnii (0,05%)
     Necunoscută (4,81%)
Componența confesională a comunei Gugești
     Ortodocși (93,4%)
     Penticostali (1,23%)
     Alte religii (0,39%)
     Necunoscută (4,97%)

Conform recensământului efectuat în 2021, populația comunei Gugești se ridică la 6.091 de locuitori, în creștere față de recensământul anterior din 2011, când fuseseră înregistrați 5.942 de locuitori. Majoritatea locuitorilor sunt români (95,14%), iar pentru 4,81% nu se cunoaște apartenența etnică. Din punct de vedere confesional, majoritatea locuitorilor sunt ortodocși (93,4%), cu o minoritate de penticostali (1,23%), iar pentru 4,97% nu se cunoaște apartenența confesională.

## Politică și administrație
Comuna Gugești este administrată de un primar și un consiliu local compus din 15 consilieri. Primarul, Vasile Vatră[*], de la Partidul Social Democrat, este în funcție din 2004. Începând cu alegerile locale din 2024, consiliul local are următoarea componență pe partide politice:
|  | Partid                    | Consilieri | Componența Consiliului | Componența Consiliului | Componența Consiliului | Componența Consiliului | Componența Consiliului | Componența Consiliului | Componența Consiliului | Componența Consiliului | Componența Consiliului | Componența Consiliului | Componența Consiliului | Componența Consiliului |
|  | ------------------------- | ---------- | ---------------------- | ---------------------- | ---------------------- | ---------------------- | ---------------------- | ---------------------- | ---------------------- | ---------------------- | ---------------------- | ---------------------- | ---------------------- | ---------------------- |
|  | Partidul Social Democrat  | 12         |                        |                        |                        |                        |                        |                        |                        |                        |                        |                        |                        |                        |
|  | Partidul Național Liberal | 3          |                        |                        |                        |                        |                        |                        |                        |                        |                        |                        |                        |                        |

## Istorie
La sfârșitul secolului al XIX-lea, comuna nu exista, satul Gugești aparținând comunei Plăinești. El avea o biserică și o școală și o populație de 1080 de locuitori. Celălalt sat al comunei, Gura Oreavului, făcea parte din comuna Slobozia Ciorăști din aceeași plasă și avea 355 de locuitori. Satul Gura Oreavului este consemnat de Anuarul Socec din 1925 în aceeași comună Slobozia-Ciorăști, sub numele nou de Oreavu. Comuna Gugești s-a format în 1931, cu cele două sate.
În 1950, comuna a fost transferată raionului Focșani din regiunea Putna, apoi (după 1952) din regiunea Bârlad și apoi (după 1956) din regiunea Galați. În 1968, a fost arondată județului Vrancea.

## Monumente istorice
Patru obiective din comuna Gugești sunt incluse pe lista monumentelor istorice din județul Vrancea ca monumente de interes local. Două dintre ele sunt situri arheologice: cel de la Gugești de „la Cruce”, aflat la est de sat, cuprinde așezări din Epoca Bronzului (cultura Monteoru), epoca romană (secolul al IV-lea e.n.) și Evul Mediu Timpuriu (secolul al X-lea); cel de la Oreavu, din punctul „la Cuptor”, cuprinde urmele a două așezări din neolitic, una aparținând culturii Boian și alta culturii ceramicii liniare.
Biserica de lemn „Sfinții Voievozi” din Gugești, datând din 1879, este clasificată ca monument de arhitectură, iar monumentul eroilor din Primul Război Mondial (ridicat în 1930) din același sat este clasificat ca monument memorial sau funerar.

## Note

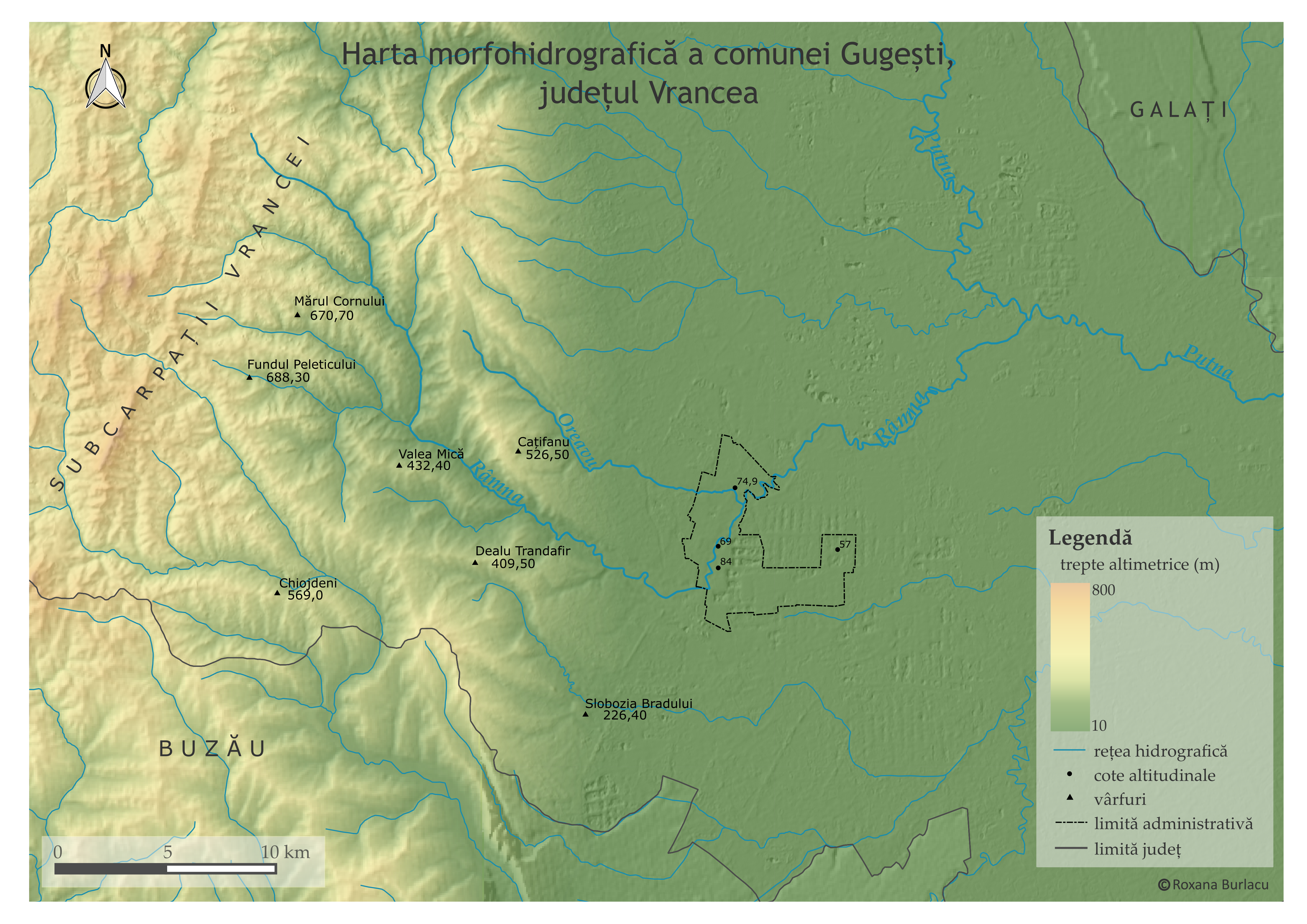
Harta morfohidrografică a comunei Gugești, județul Vrancea

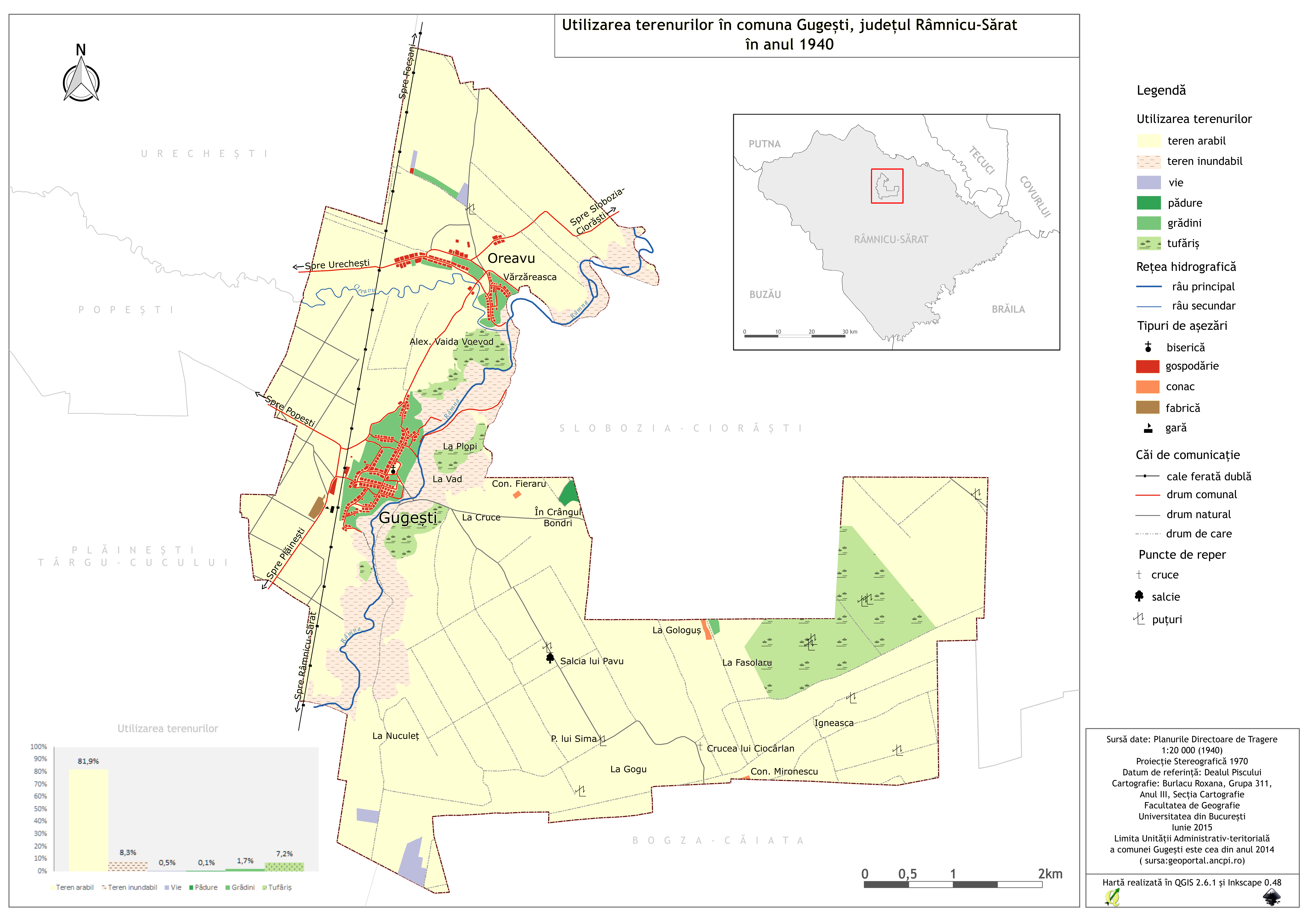
Utilizarea terenurilor în anul 1940 în comuna Gugești, județul Vrancea

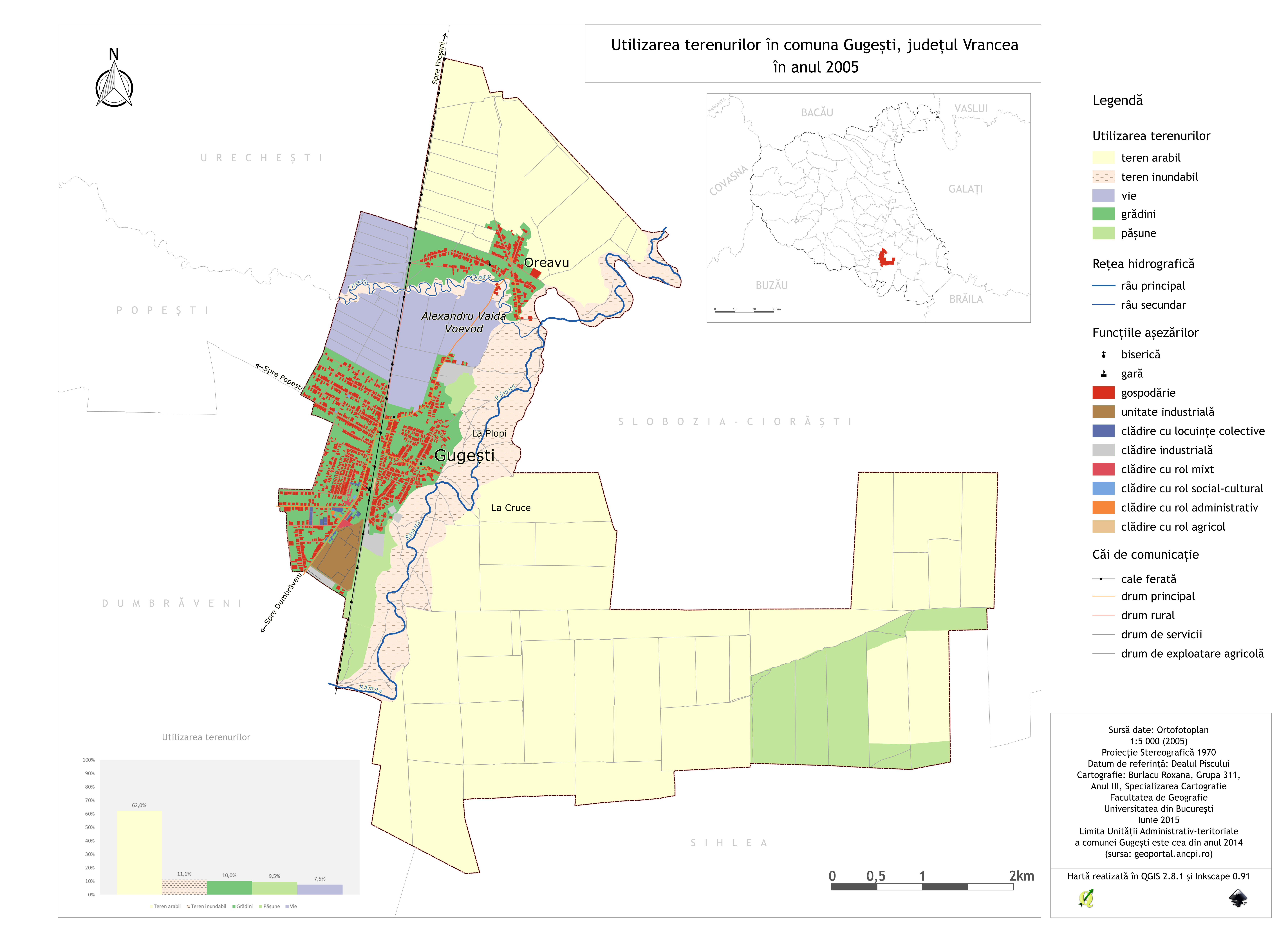
Utilizarea terenurilor în anul 2005 în comuna Gugești, județul Vrancea